# Howard Fried
 Howard Fried (* 14. Juni 1946 in Cleveland, Ohio, USA) ist ein US-amerikanischer avantgardistischer Konzeptkünstler, Video-Künstler und Performancekünstler.

## Leben und Werk
Howard Lee Fried studierte an der Syracuse University in New York von 1964 bis 1967 und an der Case Western Reserve University in Cleveland. Im Jahr 1967 war er am Cleveland Art Institute tätig, von 1967 bis 1968 am San Francisco Art Institute und 1968–1970 an der University of California.
Seine erste Einzelausstellung hatte er 1969 in der Art Company in Sacramento. Howard Fried war Teilnehmer der Documenta 5 in Kassel im Jahr 1972 in der Abteilung Individuelle Mythologien: Selbstdarstellung - Performances - Activities - Changes und Video. Die Performance, die er auf der Documenta 5 aufführte, ist typisch für sein Werk: Indian War Dance bestand aus ihm selbst und einem Gegner, die in einer simulierten Studioumgebung gegeneinander kämpften.
Fried lebt und arbeitet in San Francisco.